# Automobil-Weltmeisterschaft 1961

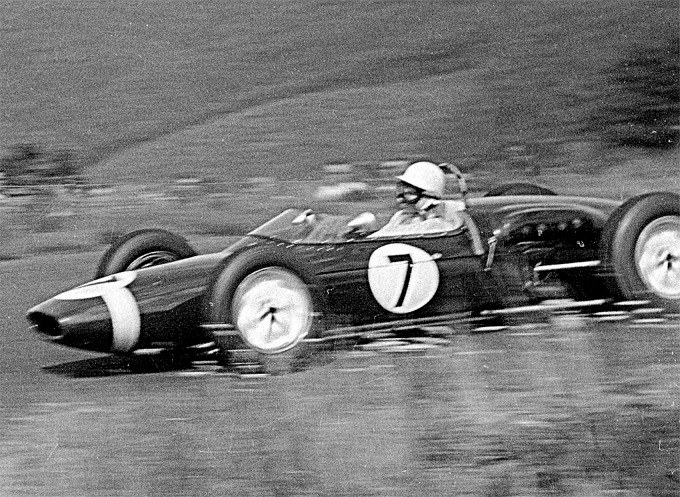
Stirling Moss beim Großen Preis von Europa 1961 auf dem Nürburgring

Die Automobil-Weltmeisterschaft 1961 war die 12. Saison der Automobil-Weltmeisterschaft, die heutzutage als Formel-1-Weltmeisterschaft bezeichnet wird. In ihrem Rahmen wurden über acht Rennen in der Zeit vom 14. Mai 1961 bis zum 8. Oktober 1961 die Fahrerweltmeisterschaft und der Internationale Pokal der Formel-1-Konstrukteure ausgetragen.
Der FIA-Ehrentitel Großer Preis von Europa wurde 1961 an den Großen Preis von Deutschland vergeben.
Phil Hill gewann zum ersten Mal die Fahrer-Weltmeisterschaft. Ferrari wurde zum ersten Mal Konstrukteursweltmeister. Hill war der erste US-Amerikaner, der den Formel-1-WM-Titel gewann.

## Änderungen 1961
In der Saison wurde die im Herbst 1958 beschlossene erneute Rückkehr zu Formel-2-Fahrzeugen umgesetzt, und der zulässige Hubraum der Motoren auf 1,3 bis 1,5 Liter reduziert. Dafür wurde handelsübliches Superbenzin zugelassen. Um den Leichtbau zu begrenzen, wurden erstmals ein Mindestgewicht von 450 kg und Überrollbügel vorgeschrieben, diese aber noch ohne die heute üblichen Sicherheitsnormen und Tests.
Die meisten Konstrukteure lehnten diese Regeländerungen zunächst ab. Insbesondere die britischen Teams, aber auch die Scuderia Ferrari hatten 1960 offen damit gedroht, die Formel-1-Weltmeisterschaft ab 1961 zu boykottieren. In der Erwartung, dass die 1,5-Liter-Formel-1 frühzeitig scheitern werde, entwickelten sie Pläne für eine alternative Rennserie mit der Bezeichnung Intercontinental Formula, die im Wesentlichen die Beibehaltung des bisherigen Formel-1-Reglements zum Gegenstand hatte. Letztlich entschieden sich alle Teams doch für eine Teilnahme an der Formel-1-Weltmeisterschaft. Die Intercontinental Formula existierte parallel dazu nur fünf Monate lang: von März bis August 1961 fanden fünf Rennen statt, die ausschließlich auf britischen Kursen ausgetragen wurden.

## Teams und Fahrer
| Team                       | Chassis          | Motor                    | Reifen | Fahrer                  | Rennen        |
| -------------------------- | ---------------- | ------------------------ | ------ | ----------------------- | ------------- |
| Scuderia Ferrari SpA SEFAC | Ferrari 156      | Ferrari 178 V6 1.5       | D      |                         |               |
| Scuderia Ferrari SpA SEFAC | Ferrari 156      | Ferrari 178 V6 1.5       | D      | Phil Hill               | 1–7           |
| Scuderia Ferrari SpA SEFAC | Ferrari 156      | Ferrari 178 V6 1.5       | D      | Wolfgang von Trips      | 1–7           |
| Scuderia Ferrari SpA SEFAC | Ferrari 156      | Ferrari 178 V6 1.5       | D      | Richie Ginther          | 1–7           |
| Scuderia Ferrari SpA SEFAC | Ferrari 156      | Ferrari 178 V6 1.5       | D      | Olivier Gendebien       | 3             |
| Scuderia Ferrari SpA SEFAC | Ferrari 156      | Ferrari 178 V6 1.5       | D      | Willy Mairesse          | 6             |
| Scuderia Ferrari SpA SEFAC | Ferrari 156      | Ferrari 178 V6 1.5       | D      | Ricardo Rodríguez       | 7             |
| Owen Racing Organisation   | BRM P48/57       | Climax FPF L4 1.5        | D      | Tony Brooks             | 1–8           |
| Owen Racing Organisation   | BRM P48/57       | Climax FPF L4 1.5        | D      | Graham Hill             | 1–8           |
| Cooper Car Company         | Cooper T58       | Climax FPF L4 1.5        | D      | Jack Brabham            | 1–5           |
| Cooper Car Company         | Cooper T55       | Climax FPF L4 1.5        | D      | Jack Brabham            | 6–8           |
| Cooper Car Company         | Cooper T55       | Climax FPF L4 1.5        | D      | Bruce McLaren           | 1–8           |
| Team Lotus                 | Lotus 21         | Climax FPF L4 1.5        | D      | Jim Clark               | 1–8           |
| Team Lotus                 | Lotus 21         | Climax FPF L4 1.5        | D      | Willy Mairesse          | 4             |
| Team Lotus                 | Lotus 21         | Climax FPF L4 1.5        | D      | Innes Ireland           | 1, 3–6, 8     |
| Team Lotus                 | Lotus 18/21      | Climax FPF L4 1.5        | D      | Innes Ireland           | 7             |
| Team Lotus                 | Lotus 18         | Climax FPF L4 1.5        | D      | Trevor Taylor           | 2             |
| Porsche System Engineering | Porsche 787      | Porsche 547/3 F4 1.5     | D      | Joakim Bonnier          | 1–2           |
| Porsche System Engineering | Porsche 718      | Porsche 547/3 F4 1.5     | D      | Joakim Bonnier          | 3–8           |
| Porsche System Engineering | Porsche 718      | Porsche 547/3 F4 1.5     | D      | Dan Gurney              | 1, 3–8        |
| Porsche System Engineering | Porsche 787      | Porsche 547/3 F4 1.5     | D      | Dan Gurney              | 2             |
| Porsche System Engineering | Porsche 718      | Porsche 547/3 F4 1.5     | D      | Hans Herrmann           | 1, 6          |
| Rob Walker Racing Team     | Lotus 18         | Climax FPF L4 1.5        | D      | Stirling Moss           | 1, 2          |
| Rob Walker Racing Team     | Lotus 18/21      | Climax FPF L4 1.5        | D      | Stirling Moss           | 3–6, 8        |
| Rob Walker Racing Team     | Lotus 21         | Climax FPF L4 1.5        | D      | Stirling Moss           | 7             |
| Rob Walker Racing Team     | Ferguson P99     | Climax FPF L4 1.5        | D      | Jack Fairman            | 5             |
| Yeoman Credit Racing Team  | Cooper T53       | Climax FPF L4 1.5        | D      | John Surtees            | 1–8           |
| Yeoman Credit Racing Team  | Cooper T53       | Climax FPF L4 1.5        | D      | Roy Salvadori           | 4–8           |
| British Racing Partnership | Lotus 18         | Climax FPF L4 1.5        | D      | Cliff Allison           | 1, 3          |
| British Racing Partnership | Lotus 18         | Climax FPF L4 1.5        | D      | Henry Taylor            | 1             |
| British Racing Partnership | Lotus 18/21      | Climax FPF L4 1.5        | D      | Henry Taylor            | 4–6           |
| British Racing Partnership | Lotus 18/21      | Climax FPF L4 1.5        | D      | Lucien Bianchi          | 4–5           |
| British Racing Partnership | Lotus 18/21      | Climax FPF L4 1.5        | D      | Masten Gregory          | 7–8           |
| British Racing Partnership | Lotus 18/21      | Climax FPF L4 1.5        | D      | Olivier Gendebien       | 8             |
| Camoradi International     | Cooper T53       | Climax FPF L4 1.5        | D      | Masten Gregory          | 1–4           |
| Camoradi International     | Cooper T53       | Climax FPF L4 1.5        | D      | Ian Burgess             | 5             |
| Camoradi International     | Lotus 18         | Climax FPF L4 1.5        | D      | Ian Burgess             | 2–4           |
| Ecurie Maarsbergen         | Porsche 718      | Porsche 547/3 F4 1.5     | D      | Carel Godin de Beaufort | 2–7           |
| Ecurie Maarsbergen         | Porsche 718      | Porsche 547/3 F4 1.5     | D      | Hans Herrmann           | 2             |
| Scuderia Colonia           | Lotus 18         | Climax FPF L4 1.5        | D      | Michel May              | 1, 4, 6       |
| Scuderia Colonia           | Lotus 18         | Climax FPF L4 1.5        | D      | Wolfgang Seidel         | 3, 5–7        |
| H&L Motors                 | Cooper T53       | Climax FPF L4 1.5        | D      | Jackie Lewis            | 3–7           |
| Scuderia Serenissima       | Cooper T51       | Maserati 6-1500 L4 1.5   | D      | Maurice Trintignant     | 1, 3, 4, 6, 7 |
| Scuderia Serenissima       | De Tomaso F1 001 | OSCA 372 L4 1.5          | D      | Giorgio Scarlatti       | 4             |
| Scuderia Serenissima       | De Tomaso F1 003 | Conrero Giulietta L4 1.5 | D      | Nino Vaccarella         | 7             |
| Scuderia Centro Sud        | Cooper T53       | Maserati 6-1500 L4 1.5   | D      | Lorenzo Bandini         | 3, 5–7        |
| Scuderia Centro Sud        | Cooper T51       | Maserati 6-1500 L4 1.5   | D      | Massimo Natili          | 5, 7          |
| Equipe Nationale Belge     | Emeryson 61      | Maserati 6-1500 L4 1.5   | D      | Olivier Gendebien       | 1             |
| Equipe Nationale Belge     | Emeryson 61      | Maserati 6-1500 L4 1.5   | D      | Lucien Bianchi          | 1             |
| Equipe Nationale Belge     | Lotus 18         | Climax FPF L4 1.5        | D      | Lucien Bianchi          | 3             |
| Equipe Nationale Belge     | Lotus 18         | Climax FPF L4 1.5        | D      | Willy Mairesse          | 3             |
| Equipe Nationale Belge     | Emeryson 61      | Climax FPF L4 1.5        | D      | André Pilette           | 7             |
| Gerry Ashmore              | Lotus 18         | Climax FPF L4 1.5        | D      | Gerry Ashmore           | 5–7           |
| Tony Marsh                 | Lotus 18         | Climax FPF L4 1.5        | D      | Tony Marsh              | 3, 5, 6       |
| Bernard Collomb            | Cooper T53       | Climax FPF L4 1.5        | D      | Bernard Collomb         | 4, 6          |
| Team Louise Bryden-Brown   | Lotus 18         | Climax FPF L4 1.5        | D      | Tony Maggs              | 5, 6          |
| Team Louise Bryden-Brown   | Lotus 18         | Climax Straigt-4         | D      | Ken Miles               | 1-7           |
| Scuderia Sant’Ambroeus     | Ferrari 156      | Ferrari 178 V6 1.5       | D      | Giancarlo Baghetti      | 5, 7          |
| Team Parnell               | Lotus 18         | Climax FPF L4 1.5        | D      | Tim Parnell             | 5, 7          |
| JBW Cars                   | JBW 61           | Climax FPF L4 1.5        | D      | Brian Naylor            | 7             |
| Isobele de Tomaso          | De Tomaso F1 004 | Conrero Giulietta L4 1.5 | D      | Roberto Bussinello      | 7             |
| FISA                       | Ferrari 156      | Ferrari 178 V6 1.5       | D      | Giancarlo Baghetti      | 4             |
| Fred Tuck Cars             | Cooper T45       | Climax FPF L4 1.5        | D      | Jack Fairman            | 7             |
| Gilby Engineering          | Gilby 61         | Climax FPF L4 1.5        | D      | Keith Greene            | 5             |
| Team Hap Sharp             | Cooper T53       | Climax FPF L4 1.5        | D      | Hap Sharp               | 8             |
| J Frank Harrison           | Lotus 18         | Climax FPF L4 1.5        | D      | Lloyd Ruby              | 8             |
| J. Wheeler Autosport       | Lotus 18/21      | Climax FPF L4 1.5        | D      | Peter Ryan              | 8             |
| Jim Hall                   | Lotus 18/21      | Climax FPF L4 1.5        | D      | Jim Hall                | 8             |
| John M Wyatt III           | Cooper T53       | Climax FPF L4 1.5        | D      | Roger Penske            | 8             |
| Momo Corporation           | Cooper T53       | Climax FPF L4 1.5        | D      | Walt Hansgen            | 8             |
| Pescara Racing Club        | Cooper T51       | Maserati 6-1500 L4 1.5   | D      | Renato Pirocchi         | 7             |
| Gaetano Starrabba          | Lotus 18         | Maserati 6-1500 L4 1.5   | D      | Gaetano Starrabba       | 7             |
| Scuderia Settecolli        | De Tomaso F1 002 | OSCA 372 L4 1.5          | D      | Roberto Lippi           | 7             |

## Rennberichte

### Großer Preis von Monaco
| Platz | Fahrer                       | Team                 | Zeit      |
| ----- | ---------------------------- | -------------------- | --------- |
| 1     | Stirling Moss                | Lotus-Climax         | 2:45:50,1 |
| 2     | Richie Ginther               | Ferrari              | + 3,6     |
| 3     | Phil Hill                    | Ferrari              | + 41,3    |
| PP    | Stirling Moss                | Lotus-Climax         | 1:39,1    |
| SR    | Stirling Moss Richie Ginther | Lotus-Climax Ferrari | 1:36,3    |

Der Große Preis von Monaco fand am 14. Mai 1961 auf dem Stadtkurs von Monte Carlo statt. Gefahren wurden 100 Runden mit einer Länge von 3,145 Kilometer. Die Gesamtdistanz waren somit 314,500 Kilometer.
Stirling Moss startete zum letzten Male in der Formel 1 von der Pole-Position aus.

### Großer Preis der Niederlande
| Platz | Fahrer             | Team         | Zeit      |
| ----- | ------------------ | ------------ | --------- |
| 1     | Wolfgang von Trips | Ferrari      | 2:01:52,1 |
| 2     | Phil Hill          | Ferrari      | + 0,9     |
| 3     | Jim Clark          | Lotus-Climax | + 13,1    |
| PP    | Phil Hill          | Ferrari      | 1:35,7    |
| SR    | Jim Clark          | Lotus-Climax | 1:35,5    |

Der Große Preis der Niederlande wurde am 22. Mai 1961 auf dem Circuit Park Zandvoort ausgetragen. Das Rennen dauerte 75 Runden à 4,193 Kilometer, was einer Gesamtlänge von 314,475 Kilometer entsprach.
Wolfgang Graf Berghe von Trips gewann als erster Deutscher ein Rennen in der Formel 1. Das Rennen ging als erster Grand Prix in die Geschichte ein, in dem alle gestarteten Fahrer das Ziel erreichten.

### Großer Preis von Belgien
| Platz | Fahrer             | Team    | Zeit      |
| ----- | ------------------ | ------- | --------- |
| 1     | Phil Hill          | Ferrari | 2:03:03,8 |
| 2     | Wolfgang von Trips | Ferrari | + 0,7     |
| 3     | Richie Ginther     | Ferrari | + 19,5    |
| PP    | Phil Hill          | Ferrari | 3:59,3    |
| SR    | Richie Ginther     | Ferrari | 3:59,8    |

Der Circuit de Spa-Francorchamps war am 18. Juni 1961 Austragungsort des Großen Preises von Belgien. Das Rennen ging über 423 Kilometer, was 30 Runden über je 14,120 Kilometer entsprach.

### Großer Preis von Frankreich
| Platz | Fahrer             | Team         | Zeit      |
| ----- | ------------------ | ------------ | --------- |
| 1     | Giancarlo Baghetti | Ferrari      | 2:14:17,5 |
| 2     | Dan Gurney         | Porsche      | + 0,1     |
| 3     | Jim Clark          | Lotus-Climax | + 1:01,0  |
| PP    | Phil Hill          | Ferrari      | 2:24,9    |
| SR    | Phil Hill          | Ferrari      | 2:27,1    |

Der Große Preis von Frankreich fand am 2. Juli 1961 auf dem 8,302 Kilometer langen Circuit de Reims-Gueux statt. Die gefahrenen 52 Runden ergaben eine Gesamtdistanz von 431,704 Kilometern.
Giancarlo Baghetti gewann auf Anhieb seinen ersten Grand Prix, die einzige Podiumsplatzierung seiner Formel-1-Karriere.

### Großer Preis von Großbritannien
| Platz | Fahrer             | Team          | Zeit      |
| ----- | ------------------ | ------------- | --------- |
| 1     | Wolfgang von Trips | Ferrari       | 2:40:53,6 |
| 2     | Phil Hill          | Ferrari       | + 46,0    |
| 3     | Richie Ginther     | Ferrari       | + 46,8    |
| PP    | Phil Hill          | Ferrari       | 1:58,8    |
| SR    | Tony Brooks        | B.R.M.-Climax | 1:57,8    |

Der Große Preis von Großbritannien wurde am 15. Juli 1961 auf dem Aintree Circuit ausgetragen. Das Rennen dauerte 75 Runden à 4,828 Kilometer, was einer Gesamtlänge von 362,1 Kilometer entsprach.

### Großer Preis von Deutschland
| Platz | Fahrer             | Team         | Zeit      |
| ----- | ------------------ | ------------ | --------- |
| 1     | Stirling Moss      | Lotus-Climax | 2:18:12,4 |
| 2     | Wolfgang von Trips | Ferrari      | + 21,4    |
| 3     | Phil Hill          | Ferrari      | + 22,5    |
| PP    | Phil Hill          | Ferrari      | 8:55,2    |
| SR    | Phil Hill          | Ferrari      | 8:57,8    |

Der Große Preis von Deutschland mit dem zusätzlichen FIA-Ehrentitel Großer Preis von Europa lief am 6. August 1961 über 15 Runden auf der 22,81 Kilometer langen Nordschleife des Nürburgrings. Nach 342,15 Kilometern stand Stirling Moss zum letzten Mal in seiner Formel-1-Karriere als Sieger auf dem Podest.
Favoriten des Rennens waren die Ferrari 156 von Wolfgang Graf Berghe von Trips und Phil Hill, die rund 30 PS mehr leisteten als die übrigen Wagen in dem Feld der insgesamt 26 Starter. Doch schon in der ersten Runde des Rennens überholte Stirling Moss auf Lotus-Climax den Trainingsschnellsten Phil Hill und übernahm die Führung, nachdem der zunächst vorn liegende Jack Brabham bereits im Abschnitt Hatzenbach – wenig mehr als zwei Kilometer nach dem Start – von der Strecke abgekommen war. Moss gewann das Rennen nach in der Endphase streckenweise starkem Regen überlegen.
In der zehnten Runde durchbrach Wolfgang von Trips mit 8:59,9 Minuten als erster die 9-Minuten-Grenze auf dem Nürburgring. Sekunden später jedoch folgte Phil Hill mit der schnellsten Rennrunde in 8:57,8 Minuten.
Porsche hatte vier Werkswagen zum Heim-Grand-Prix gemeldet, von denen drei mit den Fahrern Joakim Bonnier, Hans Herrmann und Dan Gurney beim Start unter den ersten sechs waren. Eine gute Platzierung zum Schluss blieb dem Team allerdings versagt. Nach einer Kollision mit Graham Hill wurde Gurney mit 3:12,6 Minuten Rückstand auf den Sieger Siebter; Herrmann fiel durch eine defekte Kupplung weit zurück und Bonnier schied mit Motorschaden aus.

### Großer Preis von Italien
| Platz | Fahrer             | Team          | Zeit      |
| ----- | ------------------ | ------------- | --------- |
| 1     | Phil Hill          | Ferrari       | 2:03:13,0 |
| 2     | Dan Gurney         | Porsche       | + 31,2    |
| 3     | Bruce McLaren      | Cooper-Climax | + 2:28,4  |
| PP    | Wolfgang von Trips | Ferrari       | 2:46,3    |
| SR    | Giancarlo Baghetti | Ferrari       | 2:48,4    |

Der Große Preis von Italien fand am 10. September 1961 auf dem Autodromo Nazionale Monza statt. Gefahren wurden 43 Runden mit einer Länge von 10 Kilometer. Die Gesamtdistanz waren somit 430 Kilometer.
Wolfgang Graf Berghe von Trips, bis dahin Tabellenführer, verunglückte beim Anbremsen auf die Parabolica nach einer leichten Berührung mit Jim Clark tödlich. Bei dem Unfall wurden auch 15 Zuschauer getötet, 60 weitere wurden zum Teil schwer verletzt.

### Großer Preis der USA
| Platz | Fahrer        | Team          | Zeit      |
| ----- | ------------- | ------------- | --------- |
| 1     | Innes Ireland | Lotus-Climax  | 2:13:45,8 |
| 2     | Dan Gurney    | Porsche       | + 4,3     |
| 3     | Tony Brooks   | B.R.M.-Climax | + 49,0    |
| PP    | Jack Brabham  | Cooper-Climax | 1:17,0    |
| SR    | Jack Brabham  | Cooper-Climax | 1:18,2    |

Der Große Preis der USA am 8. Oktober 1961 war das letzte Saisonrennen. Die Renndistanz belief sich auf 100 Runden à 3,701 Kilometer, was einer Gesamtdistanz von 370,100 Kilometern entsprach.
Innes Ireland fuhr seinen ersten und einzigen Formel-1-Sieg ein. Für Stirling Moss, der im April 1962 bei einem nationalen Rennen in Goodwood schwer verunglückte, endete die Karriere als Rennfahrer.

## Weltmeisterschaftswertungen

### Fahrerwertung
Für die Fahrerweltmeisterschaft 1961 galten folgende Regeln der Punkteverteilung:
| Platz 1 | 9 Punkte |
| Platz 2 | 6 Punkte |
| Platz 3 | 4 Punkte |
| Platz 4 | 3 Punkte |
| Platz 5 | 2 Punkte |
| Platz 6 | 1 Punkt  |

- Es gingen nur die besten fünf Resultate aus den acht Rennen in die Wertung ein.
- Streichresultate in Klammern

| Pos.    | Fahrer                  | Konstrukteur |         |         |         |         |         |         |         |         | Punkte  |
| 01      | Phil Hill               | Ferrari      | 3       | 2       | 0001000 | 9       | 2       | (3)     | 0001000 |         | 34 (38) |
| 02      | Wolfgang von Trips      | Ferrari      | 4       | 0001000 | 2       | DNF     | 0001000 | 2       | DNF     |         | 33      |
| 03      | Stirling Moss           | Lotus        | 0001000 | 4       | 8       | DNF     | DNF     | 0001000 | DNF     | DNF     | 21      |
| 04      | Dan Gurney              | Porsche      | 5       | 10      | 6       | 2       | 7       | 7       | 2       | 2       | 21      |
| 05      | Richie Ginther          | Ferrari      | 2       | 5       | 3       | 15      | 3       | 8       | DNF     |         | 16      |
| 06      | Innes Ireland           | Lotus        | DNS     |         | DNF     | 4       | 10      | DNF     | DNF     | 0001000 | 12      |
| 07      | Jim Clark               | Lotus        | 10      | 3       | 12      | 3       | DNF     | 4       | DNF     | 7       | 11      |
| 08      | Bruce McLaren           | Cooper       | 6       | 12      | DNF     | 5       | 8       | 6       | 3       | 4       | 11      |
| 09      | Giancarlo Baghetti      | Ferrari      |         |         |         | 0001000 | DNF     |         | DNF     |         | 9       |
| 10      | Tony Brooks             | B.R.M.       | 13      | 9       | 13      | DNF     | 9       | DNF     | 5       | 3       | 6       |
| 11      | Jack Brabham            | Cooper       | DNF     | 6       | DNF     | DNF     | 4       | DNF     | DNF     | DNF     | 4       |
| 12      | John Surtees            | Cooper       | 11      | 7       | 5       | DNF     | DNF     | 5       | DNF     | DNF     | 4       |
| 13      | Olivier Gendebien       | Emeryson     | DNQ     |         |         |         |         |         |         |         | 3       |
| 13      | Olivier Gendebien       | Ferrari      |         |         | 4       |         |         |         |         |         | 3       |
| 13      | Olivier Gendebien       | Lotus        |         |         |         |         |         |         |         | 11      | 3       |
| 14      | Jackie Lewis            | Cooper       |         |         | 9       | DNF     | DNF     | 9       | 4       |         | 3       |
| 15      | Joakim Bonnier          | Porsche      | 12      | 11      | 7       | 7       | 5       | DNF     | DNF     | 6       | 3       |
| 16      | Graham Hill             | B.R.M.       | DNF     | 8       | DNF     | 6       | DNF     | DNF     | DNF     | 5       | 3       |
| 17      | Roy Salvadori           | Cooper       |         |         |         | 8       | 6       | 10      | 6       | DNF     | 2       |
| 18      | Maurice Trintignant     | Cooper       | 7       |         | DNF     | 13      |         | DNF     | 9       |         | –       |
| 19      | Carel Godin de Beaufort | Porsche      |         | 14      | 11      | DNF     | 16      | 14      | 7       |         | –       |
| 20      | Cliff Allison           | Lotus        | 8       |         | DNS     |         |         |         |         |         | –       |
| 21      | Lorenzo Bandini         | Cooper       |         |         | DNF     |         | 12      | DNF     | 8       |         | –       |
| 22      | Roger Penske            | Cooper       |         |         |         |         |         |         |         | 8       | –       |
| 23      | Hans Herrmann           | Porsche      | 9       | 15      |         |         |         | 13      |         |         | –       |
| 24      | Peter Ryan              | Lotus        |         |         |         |         |         |         |         | 9       | –       |
| 25      | Masten Gregory          | Cooper       | DNQ     | DNS     | 10      | 12      | 11      |         |         |         | –       |
| 25      | Masten Gregory          | Lotus        |         |         |         |         |         |         | DNF     | DNF     | –       |
| 26      | Henry Taylor            | Lotus        | DNQ     |         | DNS     | 10      | DNF     |         |         |         | –       |
| 27      | Tim Parnell             | Lotus        |         |         |         |         | DNF     |         | 10      |         | –       |
| 28      | Hap Sharp               | Cooper       |         |         |         |         |         |         |         | 10      | –       |
| 29      | Michael May             | Lotus        | DNF     |         |         | 11      |         | DNQ     |         |         | –       |
| 30      | Tony Maggs              | Lotus        |         |         |         |         | 13      | 11      |         |         | –       |
| 31      | Ian Burgess             | Lotus        |         | DNS     | DNS     | 14      | 14      |         |         |         | –       |
| 31      | Ian Burgess             | Cooper       |         |         |         |         |         | 12      |         |         | –       |
| 32      | Renato Pirocchi         | Cooper       |         |         |         |         |         |         | 12      |         | –       |
| 33      | Trevor Taylor           | Lotus        |         | 13      |         |         |         |         |         |         | –       |
| 34      | Keith Greene            | Gilby        |         |         |         |         | 15      |         |         |         | –       |
| 35      | Tony Marsh              | Lotus        |         |         | DNS     |         | DNF     | 15      |         |         | –       |
| 36      | Gerry Ashmore           | Lotus        |         |         |         |         | DNF     | 16      | DNF     |         | –       |
| 37      | Wolfgang Seidel         | Lotus        |         |         | DNS     |         | 17      | DNF     | DNF     |         | –       |
|         | Lucien Bianchi          | Emeryson     | DNQ     |         |         |         |         |         |         |         | –       |
| Lotus   | Lucien Bianchi          |              |         | DNF     | DNF     | DNF     |         |         |         |         | –       |
|         | Willy Mairesse          | Lotus        |         |         | DNF     | DNF     |         |         |         |         | –       |
| Ferrari | Willy Mairesse          |              |         |         |         |         | DNF     |         |         |         | –       |
|         | Bernard Collomb         | Cooper       |         |         |         | DNF     |         | DSQ     |         |         | –       |
|         | Jack Fairman            | Ferguson     |         |         |         |         | DSQ     |         |         |         | –       |
| Cooper  | Jack Fairman            |              |         |         |         |         |         | DNF     |         |         | –       |
|         | Giorgio Scarlatti       | De Tomaso    |         |         |         | DNF     |         |         |         |         | –       |
|         | Massimo Natili          | Cooper       |         |         |         |         | DNF     |         |         |         | –       |
|         | Ricardo Rodríguez       | Ferrari      |         |         |         |         |         |         | DNF     |         | –       |
|         | Brian Naylor            | JBW          |         |         |         |         |         |         | DNF     |         | –       |
|         | Nino Vaccarella         | De Tomaso    |         |         |         |         |         |         | DNF     |         | –       |
|         | Roberto Lippi           | De Tomaso    |         |         |         |         |         |         | DNF     |         | –       |
|         | Roberto Bussinello      | De Tomaso    |         |         |         |         |         |         | DNF     |         | –       |
|         | Gaetano Starrabba       | Lotus        |         |         |         |         |         |         | DNF     |         | –       |
|         | Jim Hall                | Lotus        |         |         |         |         |         |         |         | DNF     | –       |
|         | Lloyd Ruby              | Lotus        |         |         |         |         |         |         |         | DNF     | –       |
|         | Walt Hansgen            | Cooper       |         |         |         |         |         |         |         | DNF     | –       |
|         | André Pilette           | Emeryson     |         |         |         |         |         |         | DNQ     |         | –       |

### Konstrukteurswertung
- Für jedes Rennen wurde die höchste Punktzahl aller Fahrer eines Konstrukteurs gezählt. Die besten fünf (von acht) Einzelergebnisse wurden addiert
- Der siegreiche Konstrukteur erhielt 8 Punkte im Gegensatz zum siegreichen Fahrer, der 9 Punkte erhielt
- Streichresultate in Klammern

| Pos. | Konstrukteur  | Fahrer             |           |           |           |         |         |           |         |         | Punkte  |
| 01.  | Ferrari       | Phil Hill          |           |           | 0008000   |         |         |           | 0008000 |         | 45 (57) |
| 01.  | Ferrari       | Wolfgang von Trips |           | 0008000   |           |         | 0008000 | 000(6)000 |         |         | 45 (57) |
| 01.  | Ferrari       | Giancarlo Baghetti |           |           |           | 0008000 |         |           |         |         | 45 (57) |
| 01.  | Ferrari       | Richie Ginther     | 000(6)000 |           |           |         |         |           |         |         | 45 (57) |
| 02.  | Lotus-Climax  | Stirling Moss      | 0008000   |           |           |         |         | 0008000   |         |         | 32      |
| 02.  | Lotus-Climax  | Innes Ireland      |           |           |           |         |         |           |         | 0008000 | 32      |
| 02.  | Lotus-Climax  | Jim Clark          |           | 0004000   |           | 0004000 |         |           |         |         | 32      |
| 03.  | Porsche       | Dan Gurney         | 0002000   |           | 000(1)000 | 0006000 |         |           | 0006000 | 0006000 | 22 (23) |
| 03.  | Porsche       | Joakim Bonnier     |           |           |           |         | 0002000 |           |         |         | 22 (23) |
| 04.  | Cooper-Climax | Bruce McLaren      | 000(1)000 |           |           | 0002000 |         |           | 0004000 | 0003000 | 14 (18) |
| 04.  | Cooper-Climax | Jack Brabham       |           | 000(1)000 |           |         | 0003000 |           |         |         | 14 (18) |
| 04.  | Cooper-Climax | John Surtees       |           |           | 000(2)000 |         |         | 0002000   |         |         | 14 (18) |
| 05.  | B.R.M.-Climax | Tony Brooks        |           |           |           |         |         |           | 0002000 | 0004000 | 7       |
| 05.  | B.R.M.-Climax | Graham Hill        |           |           |           | 0001000 |         |           |         |         | 7       |